# Арафат, Суха
Суха Арафат (араб. سهى عرفات‎; род. 17 июля 1963, Наблус, Западный берег р. Иордан) — вдова бывшего главы палестинской автономии Ясира Арафата.

## Биография
Суха Дауд Тавиль родилась на западном берегу реки Иордан 17 июля 1963 года в богатой палестинской христианской семье, которая жила в Наблусе, а затем — в Рамалле (оба города тогда находились на территориях под контролем Иордании, а с 1967 года — Израиля). Отец Сухи Дауд Тавиль — наследник семьи банкиров, получивший образование в Оксфорде, родился в Яффе. Мать Сухи Раймонда Хава Тавиль родилась в Акре и была поэтессой и писательницей. Она основала палестинскую пресс-службу в Иерусалиме, журнал «Al-Awdah» в Израиле и журнал «The Return» в Вашингтоне. Её не раз арестовывала израильская полиция.
Суха училась в монастырской школе Rosary Sisters' School, а затем в Сорбонне в Париже. Во время учёбы Суха была лидером союза палестинских студентов и организовывала демонстрации в поддержку основания арабского государства под названием Палестина на территории Израиля. Суха встретила Ясира Арафата во время его первого визита во Францию в 1989, когда работала переводчицей. Вскоре после отъезда из Парижа Арафат попросил Суху приехать к нему работать в Тунис. Она работала представителем ООП и экономическим советником Арафата.

### Замужество
Суха вышла замуж за Ясира Арафата в 1990, когда ей было 27 лет, а ему 61. Свадьба прошла тайно в штаб-квартире ООП в Тунисе. Перед замужеством Суха перешла из христианства в ислам. Брак сохранялся в тайне два года, и его обнародование было достаточно неожиданным для палестинцев.
В 1994 году после заключения соглашений в Осло палестинское руководство получило возможность переехать на Западный Берег и в Газу, Суха с Ясиром жили в Газе. В 1995 году Суха родила дочь в Париже. В 2000 году она уехала из Палестинской автономии в Париж. Сейчас она живёт на Мальте.

## Отношение в среде палестинских арабов
Суха Арафат неоднозначно воспринимается в палестинском обществе. Её обвиняли в коррупции, в частности в том, что большая часть денег палестинской автономии хранилась на личных счетах Ясира Арафата, которыми он распоряжался практически единолично, и в том, что она жила в роскоши, ездя на кабриолете BMW, в то время как большинство палестинских арабов жили в нищете. Кроме того, Суха до замужества была христианкой, никогда не носила платок, и вообще была символом западного образа жизни, что вызывало недовольство у радикальных мусульман.